# Kilmichael (Mississippi)
Kilmichael ist eine Stadt in Montgomery County, Mississippi, Vereinigte Staaten von Amerika. Das U.S. Census Bureau hat bei der Volkszählung 2020 eine Einwohnerzahl von 639 ermittelt.

## Geografie
Das Vokszählungsamt United States Census Bureau ermittelte, dass die Stadt eine Gesamtfläche von 7,3 km² besitzt, welche sich teilt in 7,3 km² Landfläche und 0,36 % Wasserfläche.

## Berühmte Einwohner
Bluesgitarrist B.B. King (1925–2015) wurde von seiner Großmutter mütterlicherseits in Kilmichael aufgezogen, da seine eigene Mutter zu arm war, um für ihn zu sorgen, nachdem sein Vater die Familie verlassen hatte als B.B. 4 Jahre alt war. B.B. King war international al King of Blues bekannt. Er starb im Jahr 2015. Zwei seiner Lieder, "Sweet Little Angel" and "The Thrill Is Gone", wurden aufgenommen in die Hall of Fame Liste "500 Songs That Shaped Rock and Roll", welche den Rock and Roll geformt haben.
Grace Hightower (* 1955), in Kilmichael geboren, heiratete 1997 Superstar Robert De Niro (* 1943). Hightower ist eine Philanthropin, Sängerin, Schauspielerin und gesellschaftlich sehr aktiv.